# مصطفى كرير
غادر مصطفى محمد كرير ليبيا (المعروف أيضًا بأسم عبد السلام ، فاضل ) ليبيا في عام 1989، بعد اعتقال شقيقه المختار محمد كرير. 
أثناء إقامته في مونتريال ، اتهمته دائرة الاستخبارات الأمنية الكندية (CSIS) بأنه زعيم سابق للجماعة الإسلامية الليبية المقاتلة وتم اعتقاله في ليبيا في عام 2002.

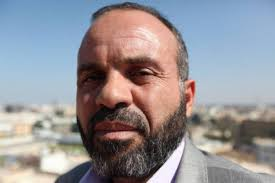

## حياة

### الارتباط بمحمود جاب الله
التقى مصطفى كرير و محمود جاب الله عبر أصدقاء مشتركين، وقال جاب الله أنه اتصل بكرير لمساعدته في العثور على مقالات صحفية مصرية رأى أنها قد تدعم طلبه اللجوء، و أن مصطفى كرير كان يزور محمود جاب الله أحيانًا في تورنتو. المرة الوحيدة التي ألتقيا فيها في مونتريال كانت عندما التقى كرير بجاب الله و زوجته في شقة حسن فرحات للاحتفال بميلاد طفل. مع ذلك، يقول جهاز الاستخبارات والأمن الكندي إن كرير كان "مهتمًا للغاية بأمن الاتصالات" وحذّر جاب الله من الإفراط في استخدام الهاتف.
بعد اعتقال جاب الله، طلب من صديق أن يخبر "أبو دنيا" بعدم زيارته في المعتقل وأن يبتعد عن الأضواء ، ويزعم جهاز الاستخبارات والأمن الكندي أن هذا كان إشارة إلى كرير. في 14 فبراير/شباط 1997، تحدث كرير إلى أحد مرافقيه وأشار إلى حسن فرحات باعتباره رجلاً لديه أموال "من أجل القضية". 

## العودة إلى ليبيا والاعتقال
سافر إلى مالطا في عام 2002،  حيث تلقى تأكيدات من ليبيا بأنه لم يكن تحت التحقيق وأعطاه مكتب الشعب الليبي تذكرة طائرة للعودة إلى وطنه.  وفي يوم 2 مايو، وصل إلى ليبيا وألقي القبض عليه فور وصوله في مطار طرابلس و أقتيد إلى سجن عين زارة . 
ألتقى بممثلين من منظمة العفو الدولية في فبراير/شباط 2004.
لم يُسمح له بالاستعانة بمحامى حتى 15 مارس/آذار 2004، عندما مثل أمام محكمة الشعب بتهمة الانتماء إلى الجماعة الإسلامية الليبية المقاتلة .  وهى جماعة معارضة لنظام القذافى ولم يُمنح حق اختيار محاميه. 
في ديسمبر 2004، ناقش وزير الخارجية الكندي بيير بيتيجرو ورئيس الوزراء الليبي شكري محمد غانم القضية.
وقد زعمت كل من صحيفة ناشيونال بوست والتحالف الأمريكي الليبي للحرية خطأً أنه تم ترحيله قسرا من كندا ، وأنه أعدم على يد السلطات الليبية فور وصوله إلى البلاد في عام 2002. وفي تقرير جهاز الاستخبارات والأمن الكندي لعام 2008 بشأن محمود جاب الله ، أدرج عن طريق الخطأ أن كرير قد تم اعتقاله في 18 ديسمبر 2004، بعد عامين من اعتقاله الفعلي. 

## مقابلة مع قناة الجزيرة
أجرى مصطفى كيري مقابلة مع قناة الجزيرة، أوضح فيها كيف تعاونت حكومة كندا مع نظام العقيد القذافي أثناء استجوابه وأن كل المعلومات عنه تأتى من حكومة كندا .
يمكن العثور على هذه المقابلة هنا .